# Pachypodium geayi
Pachypodium geayi Costantin & Bois, 1907 è una pianta della famiglia delle Apocinacee, endemica del Madagascar.

## Descrizione
Le piante giovani hanno il fusto cilindrico, alto fino a 6-8 metri, con solo all'apice rami sottili, che si ramificano formando una piccola chioma rada quasi globosa, biancastra per la presenza di peluzzi molto brevi e fitti. Ancora più bianche sono le basi fogliari, larghe, rilevate con ciascuna 3 spine lunghe 3-4 centimetri pure coperte da peluzzi bianchi che poi cadono. 

Le foglie sono lunghe più di 26 cm e larghe 1 cm; esse sono coriacee, verdi-grigiastre chiare, col nervo mediano molto grosso e sporgente, rosso chiaro.

I fiori sono bianchi.

## Distribuzione e habitat
Il suo habitat è la foresta spinosa del Madagascar sud-occidentale.